# 譚淵
譚 淵（たん えん、生年不詳 - 1401年）は、明代の軍人。本貫は滁州清流県。

## 生涯
父の職を嗣いで燕山右護衛副千戸となった。1399年（建文元年）7月、靖難の変が起こると、燕王朱棣に従って九門を奪取した。8月、雄県を落とした。潘忠・楊松が莫亭から来援すると、譚淵は壮士1000人あまりを率いて、月漾橋の水中に隠れ、1人ずつまぐさ1束を持ち、頭を隠して鼻息を通した。潘忠らの軍が橋を通過すると、譚淵らは出てきて橋を占拠した。潘忠らは燕軍と戦って敗れ、橋に逃れたが渡ることができず、捕らえられた。譚淵は都指揮同知に累進した。
朱棣に従って真定に赴き、張玉とともに耿炳文の軍を挟撃して破り、その副将の李堅・甯忠と都督の顧成らを捕らえ、3万人を斬首した。
譚淵は勇敢に善戦し、2張の石弓を引いて射て当たらないことはなかった。しかし殺人を好む性格であった。燕軍が滄州を陥落させると、朱棣は降兵を解放するよう文書の発給を命じた。このとき命令の届かない者が3000人あまりいて、文書の発給を待っていた。譚淵は一夜にしてかれらを全員殺戮した。朱棣は激怒した。譚淵は「これらはみな壮士です。釈放すれば後の患いになります」と言い訳した。朱棣は「おまえの言のように敵を殺しつくせば、敵がいなくなるのか」と反問した。譚淵は恥じ入って引き下がった。
1401年（建文3年）3月、夾河の戦いで先頭に立って戦い、馬が倒れて殺された。1402年（建文4年）、永楽帝（朱棣）が即位すると、譚淵は都指揮使の位を追贈され、崇安侯に追封された。諡は壮節といった。

## 子孫
譚淵の子の譚忠は、燕王朱棣に従って南京に入り、功績があった。譚淵の旧封の新寧伯を嗣いだ。1423年（永楽21年）、永楽帝の第四次漠北遠征に従い、右哨を率いてゴビ砂漠に入った。1426年（宣徳元年）、楽安州の漢王朱高煦の乱に対する征討に従った。1428年（宣徳3年）、ベトナム遠征において紀律違反の罪に問われて、獄に下されて死刑を論告されたが、釈放されてほどなく死去した。子の譚璟が後を嗣ぎたいと願い出た。吏部は譚忠が罪により死んだことから、襲封に相当しないとした。宣徳帝は鉄券により死罪を免除することが明文化されていることから、譚璟の嗣封を認めた。